# Liste der Krönungen britischer Monarchen
Diese Liste zeigt das Datum einer Krönungsfeierlichkeit der britischen Herrscher und ihrer Gemahlinnen auf. Grundsätzlich fanden alle Feierlichkeiten in der Westminster Abbey statt und wurden vom Erzbischof von Canterbury durchgeführt; Ausnahmen sind gekennzeichnet.

## Könige von England (901–1603)
| Regierender Herrscher         | Königin                   | Datum der Krönung   | abweichender Ort Ausführender                                      |
| Sachsen Haus Wessex           | Sachsen Haus Wessex       | Sachsen Haus Wessex | Sachsen Haus Wessex                                                |
| ----------------------------- | ------------------------- | ------------------- | ------------------------------------------------------------------ |
| Eduard der Ältere             |                           | 8. Juni 901         | Kingston upon Thames                                               |
| Æthelstan                     |                           | 4. September 925    | Kingston upon Thames Athelm                                        |
| Edmund I.                     |                           | 29. November 939    | Kingston upon Thames                                               |
| Eadred                        |                           | 16. August 946      | Kingston upon Thames                                               |
| Eadwig                        |                           | 955                 | Kingston upon Thames Odo, Erzbischof von Canterbury                |
| Edgar der Friedfertige        | Aelfthryth (Elfrida)      | 11. Mai 973         | Bath, Dunstan, Erzbischof von Canterbury                           |
| Eduard der Märtyrer           |                           | 975                 | Kingston upon Thames, Dunstan und Oswald, Erzbischof von York      |
| Æthelred der Unfertige        |                           | 14. April 978       | Kingston upon Thames Dunstan                                       |
| Edmund II. Ironside           |                           | April 1016          | St Paul’s Cathedral, London Lyfing                                 |
| Knut der Große                |                           | 6. Januar 1017      | St Paul’s Cathedral, London Lyfing                                 |
| Harald I. Hasenfuß            |                           | 1037                | Oxford                                                             |
| Hardiknut                     |                           | Juni 1040           | Kathedrale von Canterbury Edsige                                   |
| Eduard der Bekenner           | Emma                      | 3. April 1043       | Kathedrale von Winchester Edsige                                   |
| Harald II. Godwinson          |                           | 6. Januar 1066      | erste Krönung in der Westminster Abbey, Stigand                    |
| Normannen Haus der Rolloniden |                           |                     |                                                                    |
| Wilhelm I. der Eroberer       | [ 1 ]                     | 25. Dezember 1066   | Aldred, Erzbischof von York                                        |
| [ 2 ]                         | Mathilde von Flandern     | 11. Mai 1068        | Stigand                                                            |
| Wilhelm II. Rufus             | [ 3 ]                     | 26. September 1087  | Lanfrank von Bec                                                   |
| Heinrich I. Beauclerc         | [ 4 ]                     | 5. August 1100      | Anselm                                                             |
| [ 2 ]                         | Edith von Schottland      | 11. November 1100   | Anselm                                                             |
| [ 2 ]                         | Adelheid von Löwen        | 30. Januar 1121     | Ralph d’Escures                                                    |
| Stephan von Blois             | [ 1 ]                     | 22. Dezember 1135   | Wilhelm von Corbeil                                                |
| [ 2 ]                         | Mathilda von Boulogne     | 22. März 1136       | Wilhelm von Corbeil                                                |
| Haus Plantagenet              |                           |                     |                                                                    |
| Heinrich II. Kurzmantel       | Eleonore von Aquitanien   | 19. Dezember 1154   | Theobald von Bec                                                   |
| Heinrich II. Kurzmantel       | Eleonore von Aquitanien   | 1158                | Kathedrale von Lincoln                                             |
| Heinrich II. Kurzmantel       | Eleonore von Aquitanien   | 20. April 1159      | Kathedrale von Worcester                                           |
| Heinrich der Jüngere          | [ 4 ]                     | 14. Juni 1170       | Roger de Pont l’Évêque, Erzbischof von York                        |
| Heinrich der Jüngere          |                           | 27. August 1172     | Kathedrale von Winchester Rotrou, Erzbischof von Rouen             |
| Richard I. Löwenherz          | [ 4 ]                     | 2. September 1189   | Balduin von Exeter                                                 |
| [ 2 ]                         | Berengaria von Navarra    | 12. Mai 1191        | Limassol Johann von Évreux                                         |
| Johann ohne Land              | [ 4 ]                     | 27. Mai 1199        | Hubert Walter                                                      |
| [ 2 ]                         | Isabella von Angoulême    | 8. Oktober 1200     | Hubert Walter                                                      |
| Heinrich III                  | [ 4 ]                     | 28. Oktober 1216    | Kathedrale von Gloucester Peter des Roches, Bischof von Winchester |
| Heinrich III                  | [ 4 ]                     | 17. Mai 1220        | Stephen Langton                                                    |
| [ 2 ]                         | Eleonore von der Provence | 20. Januar 1236     | Edmund Rich                                                        |
| Eduard I. Longshanks          | Eleonore von Kastilien    | 19. August 1274     | Robert Kilwardby                                                   |
| [ 2 ]                         | Margarethe von Frankreich | nach September 1299 | Robert Winchelsey                                                  |
| Eduard II. Caernarvon         | Isabella von Frankreich   | 25. Februar 1308    | Henry Woodlock, Bischof von Winchester                             |
| Eduard III. Windsor           | [ 4 ]                     | 1. Februar 1327     | Walter Reynolds                                                    |
| [ 2 ]                         | Philippa von Hennegau     | 18. Februar 1330    | Simon Mepeham                                                      |
| Richard II. Bordeaux          | [ 4 ]                     | 16. Juli 1377       | Simon Sudbury                                                      |
| [ 2 ]                         | Anne von Böhmen           | 22. Januar 1382     | William Courtenay                                                  |
| [ 2 ]                         | Isabelle de Valois        | 5. Januar 1397      | Thomas Arundel                                                     |
| Haus Lancaster                |                           |                     |                                                                    |
| Heinrich IV. Bolingbroke      | [ 4 ]                     | 13. Oktober 1399    | Thomas Arundel                                                     |
| [ 2 ]                         | Johanna von Navarra       | 26. Februar 1403    | Thomas Arundel                                                     |
| Heinrich V. Monmouth          | [ 4 ]                     | 9. April 1413       | Thomas Arundel                                                     |
| [ 2 ]                         | Katharina von Valois      | 23. Februar 1421    | Henry Chicheley                                                    |
| Heinrich VI.                  | [ 4 ]                     | 6. November 1429    | Henry Chicheley                                                    |
| Heinrich VI.                  | [ 4 ]                     | 16. Dezember 1431   | Notre Dame de Paris als König von Frankreich                       |
| [ 2 ]                         | Margarete von Anjou       | 30. Mai 1445        | John Stafford                                                      |
| Haus York                     |                           |                     |                                                                    |
| Eduard IV.                    |                           | 28. Juni 1461       | Thomas Bourchier                                                   |
| [ 2 ]                         | Elizabeth Woodville       | 26. Mai 1465        | Thomas Bourchier                                                   |
| Richard III.                  | Anne Neville              | 6. Juli 1483        | Thomas Bourchier                                                   |
| Haus Tudor                    |                           |                     |                                                                    |
| Heinrich VII. Tewdwr          | [ 4 ]                     | 30. Oktober 1485    | Thomas Bourchier                                                   |
| [ 2 ]                         | Elisabeth von York        | 25. November 1487   | John Morton                                                        |
| Heinrich VIII.                | Katharina von Aragón      | 24. Juni 1509       | William Warham                                                     |
| [ 2 ]                         | Anne Boleyn               | 1. Juni 1533        | Thomas Cranmer                                                     |
| Eduard VI.                    | [ 4 ]                     | 20. Februar 1547    | Thomas Cranmer                                                     |
| Maria I. die Blutige          | [ 4 ]                     | 1. Oktober 1553     | Stephan Gardiner, Bischof von Winchester                           |
| Elisabeth I.                  | [ 4 ]                     | 15. Januar 1559     | Owen Oglethorpe, Bischof von Carlisle                              |

## Könige von Schottland bis 1603
| Regierender Herrscher         | Königin              | Datum der Krönung   | Ausführender/Ort                                |
| Haus Dunkeld                  | Haus Dunkeld         | Haus Dunkeld        | Haus Dunkeld                                    |
| ----------------------------- | -------------------- | ------------------- | ----------------------------------------------- |
| David I.                      | Maud von Huntingdon  | April or Mai 1124   | Scone Abbey                                     |
| Malcolm IV.                   | [ 4 ]                | 27. Mai 1153        | Scone Abbey                                     |
| Wilhelm I. der Löwe           | [ 4 ]                | 24. Dezember 1165   | Scone Abbey                                     |
| Alexander II.                 | [ 4 ]                | 6. Dezember 1214    | Scone Abbey                                     |
| Alexander III. der Glorreiche | Margaret von England | 4. September 1241   | Scone Abbey                                     |
| Übergangszeit                 |                      |                     |                                                 |
| John Balliol                  | Isabella de Warenne  | 30. November 1292   | Scone Abbey                                     |
| Robert I. (the) Bruce         | Elizabeth de Burgh   | 27. März 1306       | Robert Wishart, Bischof von Glasgow Scone Abbey |
| David II.                     | Johanna von England  | 24. November 1331   | Scone Abbey                                     |
| Haus Stuart                   |                      |                     |                                                 |
| Robert II. Stewart            | Euphemia de Ross     | 26. März 1371       | Scone Abbey                                     |
| Robert III.                   | Annabella Drummond   | 18. August 1390     | Scone Abbey                                     |
| Jakob I.                      | [ 4 ]                | 2 oder 21. Mai 1424 | Scone Abbey                                     |
| Jakob II.                     | [ 4 ]                | 26. März 1437       | Holyrood Abbey                                  |
| Jakob III.                    | [ 4 ]                | 10. August 1460     | Kelso Abbey                                     |
| Jakob IV.                     | [ 4 ]                | 24. Juni 1488       | Scone Abbey                                     |
| Jakob V.                      | [ 4 ]                | 21. September 1513  | Chapel Royal, Stirling Castle                   |
| [ 2 ]                         | Marie de Guise       | 22. Februar 1540    | Holyrood Abbey                                  |
| Maria I.                      | [ 4 ]                | 9. September 1543   | Chapel Royal, Stirling Castle                   |
| Jakob VI.                     | [ 4 ]                | 29. Juli 1567       | John Knox Church von the Holy Rude, Stirling    |
| [ 2 ]                         | Anna von Dänemark    | 17. Mai 1590        | James Melville Holyrood Abbey                   |

## Könige von England und Schottland (1603–1707)
| Regierender Herrscher                     | Königin             | Datum der Krönung | Ausführender                      | Porträt     |
| Haus Stuart                               | Haus Stuart         | Haus Stuart       | Haus Stuart                       | Haus Stuart |
| ----------------------------------------- | ------------------- | ----------------- | --------------------------------- | ----------- |
| Jakob I./VI.                              | Anna von Dänemark   | 11. Juli 1603     | John Whitgift                     |             |
| Karl I.                                   | [ 7 ]               | 2. Februar 1626   | George Abbot                      |             |
| Karl II.                                  | [ 4 ]               | 23. April 1661    | William Juxon                     |             |
| Jakob II./VII.                            | Maria von Modena    | 23. April 1685    | William Sancroft                  |             |
| Wilhelm III. von Oranien-Nassau Maria II. | regierten gemeinsam | 11. April 1689    | Henry Compton, Bischof von London |             |
| Anne                                      | [ 8 ]               | 23. April 1702    | Thomas Tenison                    |             |

## Könige von Großbritannien (1707–1801) und des Vereinigten Königreichs von Großbritannien und (Nord)Irland (1801–heute)
| Regierender Herrscher                          | Königin                            | Datum der Krönung                                                                                           | Ausführender                                        | Porträt       |
| Haus Hannover                                  | Haus Hannover                      | Haus Hannover                                                                                               | Haus Hannover                                       | Haus Hannover |
| ---------------------------------------------- | ---------------------------------- | --- | --------------------------------------------------- | ------------- |
| Georg I.                                       | [ 9 ]                              | 20. Oktober 1714                                                                                            | Thomas Tenison                                      |               |
| Georg II.                                      | Caroline von Brandenburg-Ansbach   | 11. Oktober 1727                                                                                            | William Wake                                        |               |
| Georg III.                                     | Charlotte von Mecklenburg-Strelitz | 22. September 1761                                                                                          | Thomas Secker                                       |               |
| Georg IV.                                      | [ 10 ]                             | 19. Juli 1821                                                                                               | Charles Manners-Sutton                              |               |
| Wilhelm IV.                                    | Adelheid von Sachsen-Meiningen     | 8. September 1831                                                                                           | William Howley                                      |               |
| Victoria                                       | [ 4 ] [ 8 ]                        | 28. Juni 1838                                                                                               | William Howley                                      |               |
| Haus Sachsen-Coburg-Gotha ab 1917 Haus Windsor |                                    | |                                                     |               |
| Eduard VII.                                    | Alexandra von Dänemark             | 9. August 1902                                                                                              | Frederick Temple                                    |               |
| Georg V.                                       | Maria von Teck                     | 22. Juni 1911                                                                                               | Randall T. Davidson                                 |               |
| Georg V.                                       | Maria von Teck                     | 12. Dezember 1911                                                                                           | Delhi Durbar, Inthronisierung als Kaiser von Indien |               |
| Georg VI.                                      | Elizabeth Bowes-Lyon               | 12. Mai 1937 (siehe auch Liste der Teilnehmer an der Krönungsprozession 1937)                               | Cosmo Gordon Lang                                   |               |
| Elisabeth II.                                  | [ 8 ]                              | 2. Juni 1953 (siehe auch Krönung von Elisabeth II. und Liste der Teilnehmer an der Krönungsprozession 1953) | Sir Geoffrey Fisher                                 |               |
| Charles III.                                   | Camilla, Queen Consort             | 6. Mai 2023 (siehe auch Krönung von Charles III.)                                                           | Justin Welby                                        |               |